# Ошан (Индијана)
Ошан (енгл. Ossian) град је у америчкој савезној држави Индијана.

## Демографија
По попису из 2010. године број становника је 3.289, што је 346 (11,8%) становника више него 2000. године.
| Група             | 2000.         | 2010.         |
| Белци             | 2.876 (97,7%) | 3.183 (96,8%) |
| Афроамериканци    | 4 (0,1%)      | 7 (0,2%)      |
| Азијати           | 4 (0,1%)      | 15 (0,5%)     |
| Хиспаноамериканци | 34 (1,2%)     | 46 (1,4%)     |
| Укупно            | 2.943         | 3.289         |